# Étang Malbaie
Pour les articles homonymes, voir Malbaie.
L'Étang Malbaie est un plan d'eau douce traversé par la Petite rivière Malbaie, dans le territoire non organisé de Lac-Pikauba, dans la municipalité régionale de comté (MRC) de Charlevoix, dans la région administrative de la Capitale-Nationale, dans la province de Québec, au Canada. Ce lac qui est situé zone forestière et montagneuse, dans la partie Est du parc national des Grands-Jardins.
La partie Est de l'Étang Malbaie est accessible par la route 381 qui remonte vers le nord. Une route forestière secondaire longe la rive nord de ce plan d'eau.
Ce lac de montagne est entièrement situé en zone où la foresterie a toujours été l'activité économique prédominante; les activités récréotouristiques, en second. Au milieu du XIXe siècle, les activités récréotouristiques ont pris de l'essor.
À cause de l'altitude, ce lac est normalement gelé du début de décembre à la fin avril; néanmoins, la période sécuritaire de circulation sur la glace est habituellement de la mi-décembre à la mi-avril.

## Géographie
L'Étang Malbaie comporte une longueur de 2,3 km, une largeur de 1,0 km et une altitude de 719 m. Il est encaissé entre les montagnes dont le Mont René-Richard (altitude: 995 m) situé à 1,2 km au nord, ainsi qu'une autre montagne (altitude du sommet: 830 m) situé à 0,5 km au sud. L'Étang Malbaie est surtout alimenté par la décharge (venant du nord) de la Petite rivière Malbaie, de la décharge du Lac de la Galette et du Lac Rameau, ainsi qu'un ruisseau non iidentifié.
Les principaux bassins versants voisins de l'Étang Malbaie sont:
- à l'est: Lac de la Galette;
- au sud: lac Pointu, lac Roche;
- à l'ouest: Petite rivière Malbaie, rivière Malbaie;
- au nord: Petite rivière Malbaie[1].

L'embouchure de l'Étang Malbaie est située au sud-ouest. À partir du barrage à l'embouchure, le courant descend sur 3,1 km la Petite rivière Malbaie généralement vers le sud-ouest avec une dénivellation de 59 m, jusqu'à la rive Est de la rivière Malbaie. De là, le courant descend sur 123,2 km en suivant le cours de la rivière Malbaie laquelle se déverse à La Malbaie dans le fleuve Saint-Laurent.

## Toponymie
La désignation toponymique « Étang Malbaie » a un caractère contextuel, laissant croire à la présence d'un étang. Cette désignation est liée aux autres toponymes de proximité utilisant le terme « Malbaie »: Petit lac Malbaie, Petite rivière Malbaie et rivière Malbaie. Le barrage à l'embouchure de cet étang a été érigé en 1955. Ce toponyme parait sur un document du ministère des Richesses naturelles de 1973.
Le toponyme « Étang Malbaie » a été officialisé le 6 juin 1973 à la Banque des noms de lieux de la Commission de toponymie du Québec.